# Thomas D. Kühne
Thomas D. Kühne (* 1979) ist ein deutscher theoretischer Chemiker und Informatiker. Kühne ist seit 2023 Gründungsdirektor des Center for Advanced Systems Understanding – CASUS in Görlitz.
Seine Forschungsgebiete sind rechnergestützte Verfahren in der Chemie und Materialwissenschaft.

## Biografie
Kühne hat seinen Bachelor sowie den Master of Science an der ETH Zürich in Computerwissenschaften erlangt. Unter Aufsicht von Michele Parrinello wurde er dort auch promoviert. Anschließend war er Postdoc in Harvard und Assistenzprofessor in Mainz. Im Jahr 2014 wurde er nach Paderborn als ordentlicher Professor für theoretische Chemie berufen. Seit 2018 ist er dort Lehrstuhlinhaber für Theoretische Chemie. Seit dem 1. Mai ist Kühne Professor für Rechnergestützte Systemwissenschaften (Computational Systems Science) am Institut für Informatik an der TU Dresden, wobei es sich um eine gemeinsame Berufung mit dem Helmholtz-Zentrum Dresden-Rossendorf handelt, an welchem er als Direktor des CASUS hauptsächlich tätig ist.

## Preise und Auszeichnungen
- ERC Starting Grant: Unravelling the Nature of Green Organic “On-Water” Catalysis via Novel Quantum Chemical Methods, 2017[4]

## Publikationen
- Thomas D. Kühne, Marcella Iannuzzi, Mauro Del Ben, Vladimir V. Rybkin, Patrick Seewald, Frederick Stein, Teodoro Laino, Rustam Z. Khaliullin, Ole Schütt, Florian Schiffmann, Dorothea Golze, Jan Wilhelm, Sergey Chulkov, Mohammad Hossein Bani-Hashemian, Valéry Weber, Urban Borštnik, Mathieu Taillefumier, Alice Shoshana Jakobovits, Alfio Lazzaro, Hans Pabst, Tiziano Müller, Robert Schade, Manuel Guidon, Samuel Andermatt, Nico Holmberg, Gregory K. Schenter, Anna Hehn, Augustin Bussy, Fabian Belleflamme, Gloria Tabacchi, Andreas Glöß, Michael Lass, Iain Bethune, Christopher J. Mundy, Christian Plessl, Matt Watkins, Joost VandeVondele, Matthias Krack, Jürg Hutter: CP2K: An electronic structure and molecular dynamics software package – Quickstep: Efficient and accurate electronic structure calculations. In: The Journal of Chemical Physics. Band 152, Nr. 19, 21. Mai 2020, S. 194103, doi:10.1063/5.0007045.
- Thomas D. Kühne, Matthias Krack, Fawzi R. Mohamed, Michele Parrinello: Efficient and Accurate Car-Parrinello-like Approach to Born-Oppenheimer Molecular Dynamics. In: Physical Review Letters. Band 98, Nr. 6, 5. Februar 2007, doi:10.1103/PhysRevLett.98.066401.